# Benserazide
La benserazide (Ro 4-4602) è è un farmaco utilizzato per il trattamento della malattia di Parkinson, del parkinsonismo e della sindrome delle gambe senza riposo.
Quando la levodopa viene utilizzata da sola come terapia per il trattamento della malattia di Parkinson, il suo metabolismo ubiquitario in dopamina è responsabile di un aumento dei livelli di dopamina circolante nel sangue e in vari tessuti extracerebrali. Ciò può causare diversi effetti collaterali come nausea, vomito o addirittura aritmie cardiache che possono diminuire l'aderenza del paziente nei confronti della terapia. Un inibitore della decarbossilasi come il benserazide è quindi un composto efficace da combinare con la levodopa in quanto non è in grado di attraversare da solo la barriera emato-encefalica, ma agisce per prevenire la formazione di dopamina dalla levodopa nei tessuti extracerebrali, riducendo così l'insorgenza di effetti collaterali extracerebrali.
I prodotti combinati levodopa/benserazide sono comunemente utilizzati in tutto il mondo per la gestione della malattia di Parkinson. In particolare, sebbene la combinazione specifica levodopa/benserazide sia ufficialmente approvata per l'uso in Canada e in gran parte dell'Europa, la Food and Drug Administration ha approvato un'altra combinazione simile di levodopa/inibitore della dopa decarbossilasi sotto forma di levodopa e carbidopa.
Inoltre, l'Agenzia europea del farmaco ha conferito al benserazide la designazione di farmaco orfano dal 2015 per il suo potenziale utilizzo come terapia per la beta talassemia.

## Farmacologia

### Indicazione d'uso
L'uso terapeutico principale per cui il benserazide è attualmente indicato è come terapia combinata con levodopa per il trattamento della malattia di Parkinson negli adulti di età superiore a 25 anni, ad eccezione del parkinsonismo indotto da farmaci.
A determinate dosi, il prodotto combinato di levodopa e benserazide può essere utilizzato anche per il trattamento della sindrome delle gambe senza riposo, che è talvolta associata alla malattia di Parkinson.
Sono stati condotti alcuni studi che hanno spinto l'Agenzia europea del farmaco a conferire al cloridrato di benserazide la designazione di farmaco orfano come potenziale terapia per la beta talassemia. Sebbene gli studi siano in corso, finora non sono state formalmente chiarite evidenze al riguardo.

### Farmacodinamica
Quando utilizzata come terapia per il trattamento della malattia di Parkinson, il meccanismo d'azione specifico della levodopa ruota attorno al suo metabolismo in dopamina nel corpo. Purtroppo, l'aumento risultante dei livelli di dopamina circolante nel sangue e in vari tessuti extracerebrali può causare diversi effetti collaterali come nausea, vomito o addirittura aritmie cardiache che possono diminuire la compliance del paziente nei confronti della terapia. Un inibitore della decarbossilasi come il benserazide è quindi un composto efficace da combinare con la levodopa in quanto non è in grado di attraversare da solo la barriera emato-encefalica e consente quindi alla levodopa di esercitare la sua azione primaria nel sistema nervoso centrale, ma impedisce la formazione di dopamina dalla levodopa nei tessuti extracerebrali, riducendo così l'insorgenza di effetti collaterali extracerebrali.

### Meccanismo d'azione
La combinazione di levodopa e benserazide è un agente antiparkinsoniano, con la levodopa stessa impiegata come il precursore metabolico della dopamina. Nella malattia di Parkinson, la dopamina è fortemente depauperata nello striato, nel pallido e nella substantia nigra del sistema nervoso centrale. L'amministrazione di levodopa per trattare la malattia viene quindi proposta per facilitare un aumento dei livelli di dopamina disponibile in queste aree. Il metabolismo della levodopa in dopamina avviene tramite l'enzima dopa decarbossilasi, anche se purtroppo questo metabolismo può avvenire anche nei tessuti extracerebrali. Di conseguenza, l'effetto terapeutico completo di una dose somministrata di levodopa potrebbe non essere ottenuto se porzioni di essa vengono catabolizzate al di fuori del sistema nervoso centrale e possono verificarsi vari effetti collaterali extracerebrali che riducono l'aderenza del paziente a causa della presenza di dopamina extracerebrale, come nausea, vomito o addirittura aritmie cardiache.
Successivamente, un inibitore della decarbossilasi periferica come il benserazide, che blocca la decarbossilazione extracerebrale della levodopa, quando somministrato in combinazione con la levodopa, presenta vantaggi evidenti e significativi. Tra i benefici vi sono una riduzione degli effetti collaterali gastrointestinali, una risposta più rapida e completa all'inizio della terapia e un regime posologico più semplice.
È importante notare, tuttavia, che il benserazide viene idrossilato in triidrossibenzoilidrazina nella mucosa intestinale e nel fegato, e che come potente inibitore della decarbossilasi degli aminoacidi aromatici. è questo metabolita di benserazide, la triidrossibenzoilidrazina, che protegge principalmente la levodopa dalla decarbossilazione in dopamina nell'intestino e nel resto del corpo al di fuori della barriera emato-encefalica.
Tuttavia, poiché la malattia di Parkinson progredisce anche con la terapia a base di levodopa e benserazide, questa terapia combinata è indicata solo se è in grado di migliorare la qualità della vita. Inoltre visto il profilo degli effetti avversi nell'uso di tali farmaci, non è consigliato l'inizio con la seguente terapia combinata se i pazienti sono già gestiti con una terapia a base di levodopa stabile, efficace e ben tollerata.
Infine, si ipotizza che il cloridrato di benserazide possa essere in grado di trattare la beta talassemia mantenendo l'espressione attiva del gene per l'emoglobina fetale in modo che la produzione costante di emoglobina fetale possa sostituire la variante di emoglobina adulta mancante caratteristica dei pazienti affetti dalla condizione, riducendo così la necessità di terapia trasfusionale.

### Assorbimento
In uno studio, a tre pazienti sono state somministrate dosi di 50 mg di 14C-benserazide radiomarcata sia per via endovenosa che per via orale. Altri tre pazienti hanno ricevuto solo dosi orali di 50 mg di 14C-benserazide. Il confronto delle curve della concentrazione plasmatica nel tempo della radioattività totale nei pazienti che hanno ricevuto benserazide 14C per via orale e endovenosa ha indicato che tra il 66% e il 74% della dose somministrata è stato assorbito dall'apparato gastrointestinale. Le concentrazioni plasmatiche di picco della radioattività sono state rilevate un'ora dopo la somministrazione per via orale in cinque dei sei pazienti.

#### Volume di distribuzione
Attualmente non sono disponibili dati sul volume di distribuzione del benserazide.

#### Legame proteico
Il benserazide non presenta legame proteico, osservandosi il 0% di legame proteico.

### Metabolismo
Il benserazide viene idrossilato in triidrossibenzoilidrazina nella mucosa intestinale e nel fegato. La triidrossibenzoilidrazina è un potente inibitore della decarbossilasi degli acidi aromatici, e si ritiene che la levodopa in un prodotto combinato levodopa/benserazide sia ampiamente protetta dalla decarbossilazione principalmente tramite questo metabolita di benserazide.

#### Via di eliminazione
Il benserazide viene rapidamente escreto nelle urine sotto forma di metaboliti, perlopiù entro le prime 6 ore dalla somministrazione, con l'85% dell'escrezione urinaria che avviene entro 12 ore.
L'eliminazione del 14C-benserazide radiomarcato avviene principalmente per via urinaria, con il 86% - 90% della dose endovenosa recuperata nelle urine, mentre il 53% - 64% della dose orale viene rilevata nelle urine. La maggior parte del 14C-benserazide viene infine eliminata attraverso l'urina entro 48 ore dalla somministrazione. Studi di recupero fecale condotti nel corso di cinque otto giorni hanno identificato la maggior parte (circa il 30%) del rimanente 14C-benserazide somministrato.
In definitiva, il benserazide viene quasi interamente eliminato per via metabolica. Questi metaboliti vengono principalmente escreti nelle urine (64%) e in misura minore nelle feci (24%).

#### Emivita
L'emivita del benserazide è indicata come 1,5 ore.

#### Clearance
Non sono disponibili dati facilmente accessibili sulla clearance del benserazide.

### Tossicità
Un sovradosaggio può causare effetti collaterali cardiovascolari come aritmie cardiache, disturbi psichiatrici come confusione e insonnia, effetti gastrointestinali come nausea e vomito e movimenti involontari anomali.
Sono stati stabiliti vari valori di dose letale DL50 per il modello del ratto, tra cui una DL50 orale di 5300 mg/kg nei ratti.

### Interazioni alimentari
È possibile assumere il farmaco con o senza cibo. Di solito, il benserazide viene somministrato in combinazione con la levodopa come il prodotto combinato Prolopa. La levodopa non dovrebbe essere assunta con alimenti ricchi di proteine poiché potrebbero ridurne l'assorbimento.